# Estufa

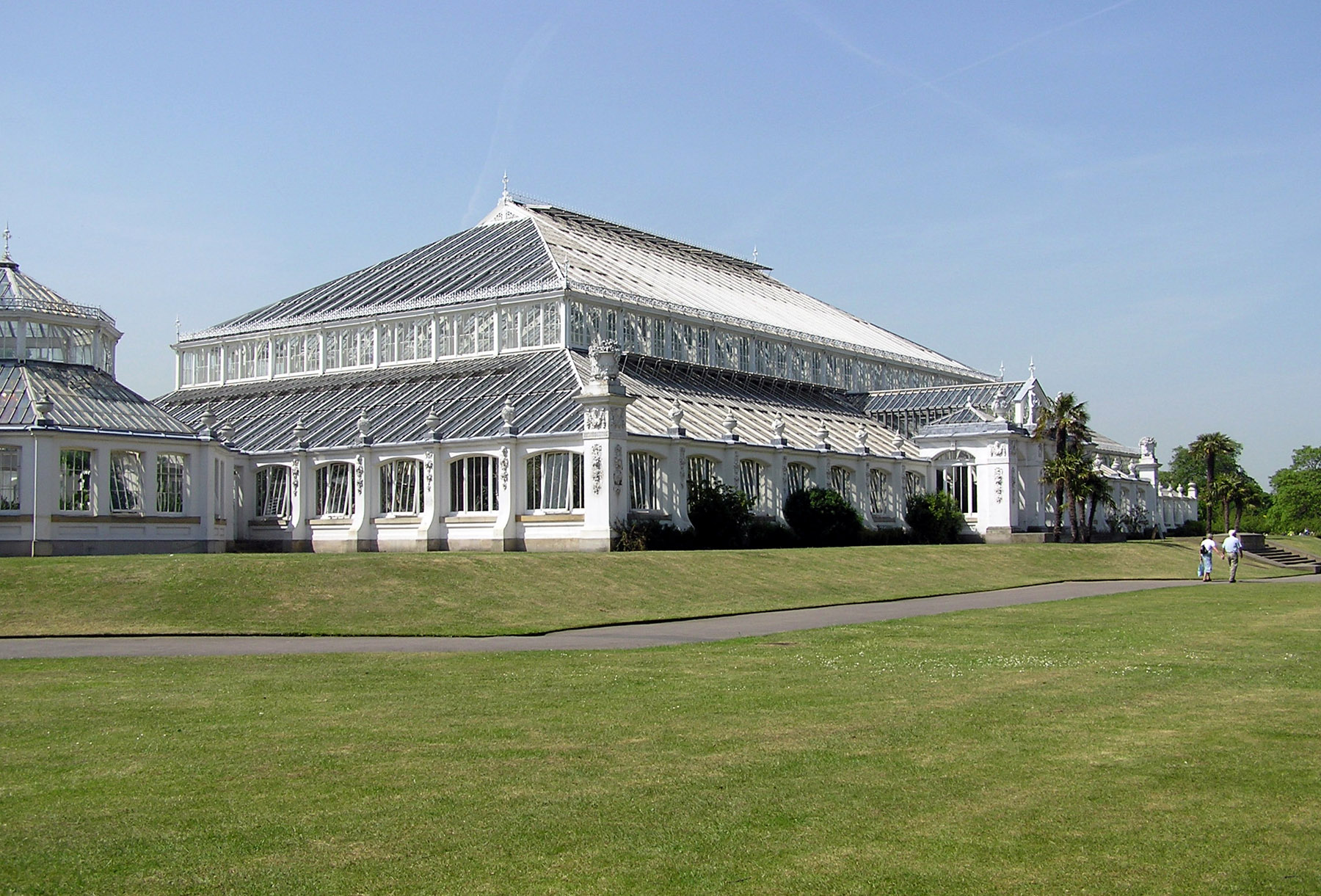
Kew Gardens Temperate House: esta estufa é maior estrutura em ferro e vidro sobrevivente da era vitoriana.

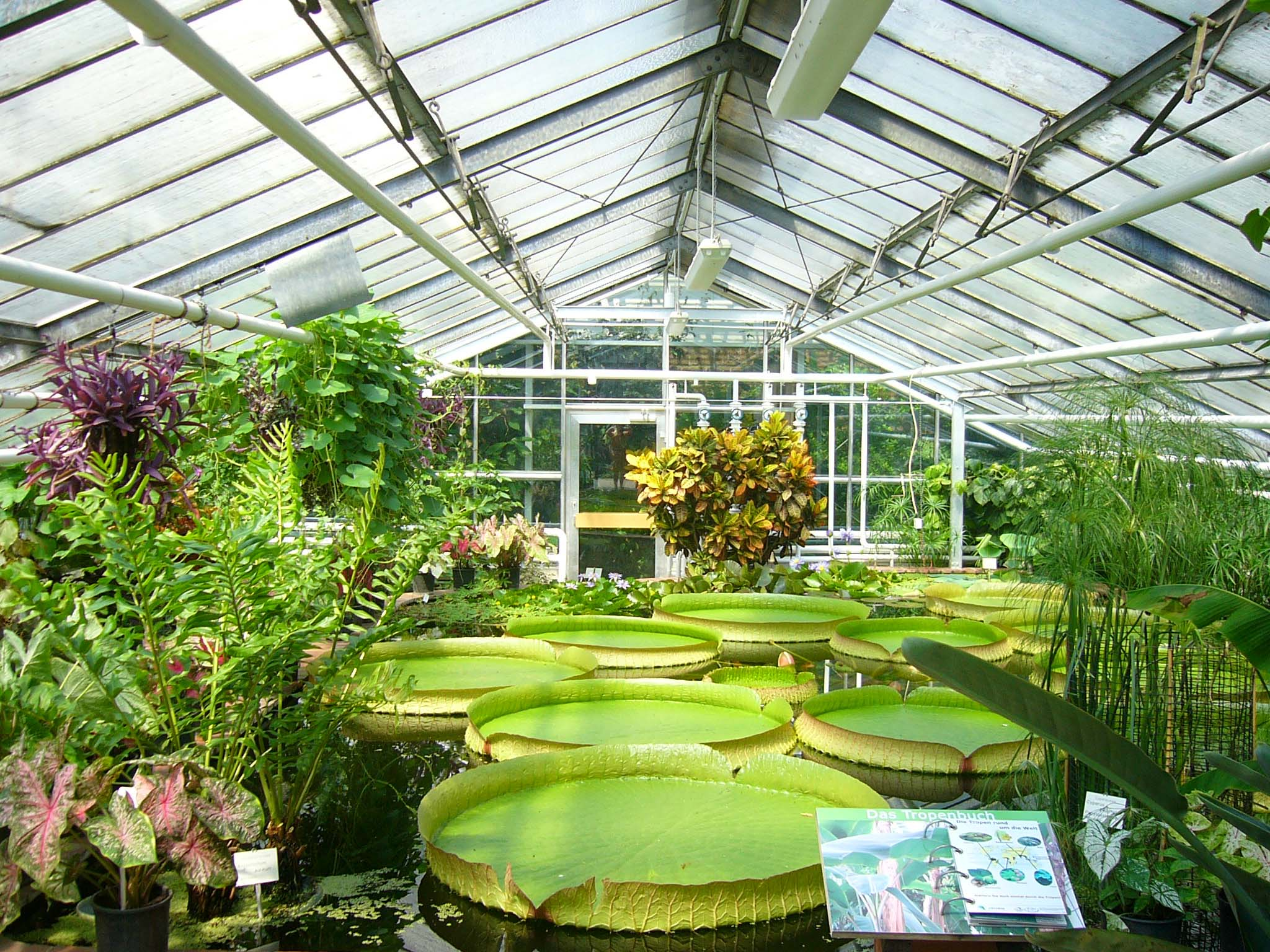
Victoria amazonica Jardim botânico em Braunschweig, Alemanha.

Estufas são lugares com o objetivo de acumular e conter o calor no seu interior, mantendo assim uma temperatura maior no seu interior que ao seu redor. Normalmente composta de uma caixa e uma fonte de calor.
Numa estufa onde a fonte de calor é o sol, normalmente utilizada para cultivar (plantas, árvores etc.), o aquecimento dá-se essencialmente porque a convecção é suprimida. Nesse tipo de estufa, normalmente feita de materiais semitransparentes, não há troca de ar entre o interior e o exterior, sendo assim a energia que entra pela radiação solar aquece o ambiente interno e não é perdida com as correntes ascendentes, que dissipariam o calor.
Numa estufa elétrica a fonte do calor se da pela transformação da energia elétrica em energia térmica, que se acumula dentro de um ambiente fechado. Uma variedade da muito utilizada em laboratórios é a mufla que alcança altas temperaturas.
No caso do Vinho da Madeira, as estufas significam tanques, em geral construídos em aço inoxidável, paredes duplas preenchidas com lã de vidro, que as tornam isotérmicas, e paredes dotadas de camisas de transmissão de calor por onde circula água quente a 70º Celsius, fazendo assim aquecer o vinho até 50 °C onde permanece durante 90 dias. Nos primórdios eram apenas divisões onde se queimava lenha e o ar quente gerado aquecia o vinho que se encontrava em toneis desenfundados. O vinho em contacto com o ar oxidava violentamente absorvendo também os maus odores do ambiente, provocando a perda de qualidade referida.

## Estufa interna

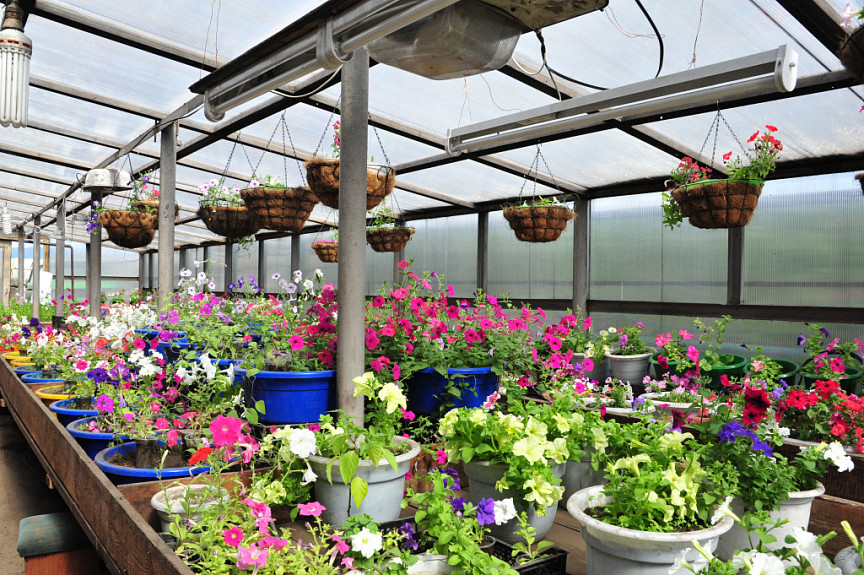
Flores em uma estufa

Os pesquisadores desenvolveram, em 2019, uma tecnologia que permite que as pessoas cultivem seu pequeno jardim em casa ou no escritório. É um hobby e uma maneira de fornecer nutrição para toda a família ou clientes.